# Zadkiel
Zadkiel was een speed/thrashmetal-band uit Tokyo, Japan. De bandformatie bestond uit Joe Y. (gitaar, zang), Koh "Pirarucu" Morota (basgitaar) en Yuichi Kinoshita (drums). De band heeft een invloed gehad op de verdere ontwikkeling van het thrashmetalgeluid van Japanse bands die na hen formeerden. In 1986 bracht de band hun eerste ep genaamd "Hell's Bomber" uit op het Hold Up records platenlabel. In datzelfde jaar brachten ze tevens de flexi single "Highway Z" uit. Kort daarna is bandlid Koh naar Japanse avant-garde thrashmetal-band Doom gegaan. Op 21 juli 2006 verschijnt via het Bang The Head (BxTxHx) platenlabel de compilatie cd "Zadkiel". Deze bevat al hun uitgebrachte werk, plus 4 video's van een live-optreden. Bassist Koh komt te overlijden in 1999.

## Discografie
- 1986 - Hell's Bomber (ep)
- 1986 - Highway Z (Flexi single)
- 2006 - Zadkiel (Compilatie)